# كاني هلوتشة (كاني سور)
کاني هلوتشة (بالفارسية: کانی هلوچه) هي مستوطنة تقع في إيران في قسم کاني سور الريفي. يقدر عدد سكانها بـ 179 نسمة بحسب إحصاء 2016.